# Leptalestes
Leptalestes — вимерлий рід ссавців інфракласу Metatheria. Його описав Б.М. Девіс у 2007 році. Новий вид, L. toevsi, був описаний у пізньому крейдяному періоді Сполучених Штатів Джоном П. Хантером, Рональдом Е. Генріхом і Девідом Б. Вейшампелем у 2010 році.

## Види
- Leptalestes cooki (Clemens 1966)
- Leptalestes prokrejcii (Fox 1979)
- Leptalestes krejcii (Clemens 1966)
- Leptalestes toevsi Hunter et al. 2010